# Slănic
Slănic es una ciudad de Rumania en el distrito de Prahova.

## Geografía
Se encuentra a una altitud de 400 m s. n. m. a 104 km de la capital, Bucarest.

## Demografía
Según estimación 2012 contaba con una población de 6 616 habitantes.
| 1948  | 1956  | 1966  | 1977  | 1992  | 2002  | 2012  |
| 6 495 | 6 842 | 7 307 | 7 780 | 7 654 | 7 113 | 6 616 |